# Cantone di Plaine de l'Agoût
Il Cantone di Plaine de l'Agoût è una divisione amministrativa dell'Arrondissement di Castres.
È stato istituito a seguito della riforma dei cantoni del 2014, che è entrata in vigore con le elezioni dipartimentali del 2015.

## Composizione
Comprende i comuni di:
- Brousse
- Cabanès
- Carbes
- Cuq
- Damiatte
- Fiac
- Fréjeville
- Jonquières
- Laboulbène
- Guitalens-L'Albarède
- Lautrec
- Magrin
- Montdragon
- Montpinier
- Peyregoux
- Prades
- Pratviel
- Puycalvel
- Saint-Genest-de-Contest
- Saint-Julien-du-Puy
- Saint-Paul-Cap-de-Joux
- Sémalens
- Serviès
- Teyssode
- Vénès
- Vielmur-sur-Agout
- Viterbe